# 31 Pułk Piechoty (LWP)
31 Pułk Piechoty (31 pp) – oddział piechoty ludowego Wojska Polskiego.
Na podstawie rozkazu nr 7 dowódcy 2 Armii z 13 września 1944 roku 19 pułk piechoty został przemianowany na 31 pułk piechoty. W tym czasie pułk stacjonował w folwarku Białka i był w trakcie formowania. 
Jednostka wchodziła w skład 7 Dywizji Piechoty i była organizowana w oparciu o etat nr 04/501 pułku strzelców gwardii Armii Czerwonej. W dniach 11 i 12 października 1944 roku w oddziale trwały przygotowania do wymarszu na Podlasie. W tym czasie stan ewidencyjny pułku liczył 2437 żołnierzy, w tym 78 oficerów, 372 podoficerów i 1987 szeregowców. Stan ten znacząco odbiegał od stanu etatowego. Brakowało 200 oficerów i 500 podoficerów, natomiast wśród szeregowców występowała nadwyżka 262 żołnierzy. 14 października 1944 roku pułk opuścił Białkę. 
W przeddzień wymarszu, w pułku doszło do największej zbiorowej dezercji w Wojsku Polskim. W nocy z 12 na 13 października 1944 roku zdezerterowało 636 żołnierzy, w tym dwóch oficerów, co stanowiło 26% stanu ewidencyjnego pułku. Część z nich wróciła jednak z bronią i ekwipunkiem  do miejsca zakwaterowania. 
16 października 1944 roku Naczelny Dowódca WP, gen. broni Michał Rola-Żymierski nakazał rozformować 31 pułk piechoty, a podoficerów i żołnierzy tej jednostki uznał za moralnie współwinnych masowej dezercji ich kolegów. Pułk, jako zhańbiony, został wykreślony z rejestrów Wojska Polskiego.
Pozostały stan osobowy oddziału (około 300 żołnierzy) otrzymał tymczasową nazwę – „3 Pułk Piechoty”, czyli trzeci pułk 7 Dywizji. 18 października 1944 roku jednostka przybyła do lasu położonego na południowy zachód od Radzynia. Dowództwo oddziału rozlokowało się w folwarku Adamki, natomiast żołnierze przystąpili do budowy ziemianek. 23 października 1944 roku stan osobowy 3 pp złożył przysięgę. W połowie listopada tego roku stan ewidencyjny 3 pp liczył 1407 żołnierzy, w tym 71 oficerów, 130 podoficerów i 1206 szeregowców.
22 grudnia 1944 roku Naczelny Dowódca WP przemianował 3 pp na 37 pułk piechoty.